# Alopecia areata universal
La alopecia areata universal es una enfermedad autoinmune, en la cual el mismo organismo produce anticuerpos contra una parte del folículo capilar. Se trata de la variante más extensa de la alopecia areata que es en realidad la misma enfermedad pero con una afectación mucho más leve.

## Etiología
Se desconoce la causa de la alopecia areata universal. Algunos creen que es de carácter hereditario como parte de un cuadro de enfermedades autoimunitarias, pero solo la quinta parte de los pacientes presentan antecedentes familiares de alopecia universal.

## Cuadro clínico
Esta enfermedad causa la pérdida total del cabello, es decir, la ausencia de cabello en todo el cuerpo, no solo en la cabeza. No debe confundirse con la alopecia androgénica.
En condiciones normales el cuero cabelludo produce constantemente cabello. En los pacientes con alopecia areata universal los cabellos afectados sufren una disminución muy marcada de la producción de cabello. Los folículos del cuero cabelludo permanecen debajo de la piel en un estado de hibernación y pueden ponerse a fabricar de nuevo cabello cuando reciben la señal adecuada.

## Tratamiento
Se han explorado muchos tratamientos, incluidos agentes inmunomoduladores como el imiquimod. El citrato de tofacitinib también puede tener beneficios. En junio de 2014, se informó que un hombre de 25 años que casi no tenía pelo en el cuerpo había desarrollado una abundante cabellera, así como cejas, pestañas y vello facial, axilar y de otras partes del cuerpo, después de ocho meses de tratamiento.
La inmunoterapia de contacto implica el uso de alérgenos de contacto, como difenciprona y dibutiléster de ácido escuárico, para inducir una respuesta inmune que se cree que se opone a la acción de las células que causan la pérdida del cabello. Una revisión que combinó y analizó los hallazgos de 45 estudios que comprendían 2227 pacientes mostró cualquier recrecimiento del cabello en el 54,5% y un recrecimiento completo del cabello en el 24,9% de los pacientes con AT y AU usando inmunoterapia de contacto. Además de sus efectos útiles en el tratamiento de la AU, puede tener efectos secundarios que pueden ser muy graves, como dermatitis severa.
Los corticosteroides tópicos e intralesionales, como el propionato de clobetasol, también han demostrado ser un tratamiento eficaz para los pacientes con AT y AU. Un estudio controlado que comprendió 28 pacientes encontró crecimiento positivo del cabello terminal en ocho de los pacientes (28,5%) que usaron un ungüento de propionato de clobetasol al 0,05%. Esto es muy similar a los resultados obtenidos de los ensayos de tratamiento de inmunoterapia. Además, los estudios sugieren que las aplicaciones intralesionales son mucho más efectivas que las aplicaciones tópicas de esteroides. Sin embargo, el principal efecto secundario es un mayor riesgo de atrofia cutánea en el sitio del tratamiento; la foliculitis también es una complicación ocasional.
Los inhibidores de la cinasa Janus, utilizados anteriormente en el tratamiento del cáncer y otras enfermedades, como la artritis, han demostrado ser eficaces en los ensayos iniciales de tratamiento para pacientes con alopecia. Múltiples casos de tratamientos han tenido éxito, uno de ellos es el de un hombre de 22 años con antecedentes de AU y dermatitis atópica (DA). Este hombre fue tratado con el inhibidor de JAK tofacitinib, y después de diez meses, experimentó un nuevo crecimiento del cabello en todas las partes del cuerpo afectadas y una posterior mejora de su DA. La investigación y los hallazgos actuales sugieren que los inhibidores sistémicos de JAK eliminan y previenen el desarrollo de AA, mientras que los inhibidores tópicos de JAK promueven el nuevo crecimiento del cabello y revierten la enfermedad establecida. Muchos ensayos clínicos están en curso que involucran inhibidores de JAK como ruxolitinib y tofacitinib.